# Eurhopalothrix heliscata
Eurhopalothrix heliscata (лат.) — вид муравьёв трибы Attini из подсемейства Myrmicinae (ранее в составе трибы Basicerotini). Эндемик Юго-Восточной Азии.

## Описание
Мелкие почвенные муравьи (большинство имеют длину тела от 4 до 5 мм). Рабочие муравьи и самки имеют криптическую буроватую окраску и морщинистую поверхностную скульптуру. От близких видов отличается следующими признаками: узелок петиоля в дорсальном виде заметно длиннее своей ширины; относительно грубо скульптурированный внешний вид с заметной волосистостью на лбу, промезонотуме, петиоле и постпетиоле; про- и мезонотальные участки промезонотума разделены более или менее отчётливым поперечным жёлобом. Задние затылочные углы хорошо развиты, хотя иногда тупые, затылочная граница между ними широко вогнута.  Тело покрыто многочисленными волосками разнообразной (булавовидной, ложкообразной, чешуевидной) формы. Заднегрудка с проподеальными шипиками. Усики короткие, у самок и рабочих 7-члениковые, булава 2-члениковая (у самцов усики состоят из 13 сегментов). Жвалы рабочих треугольные с 9—14 зубцами. Нижнечелюстные щупики 1-члениковые, нижнегубные щупики состоят из 2 сегментов. Стебелёк между грудкой и брюшком состоит из двух сегментов (петиоль + постпетиоль). Этот вид ассоциируется с первичными и старыми/зрелыми вторичными лесами. Гнезда обычно находили в почве под гниющей древесиной или упавшими брёвнами. Одиночные охотники на термитов и других насекомых.

### Генетика
Диплоидный набор хромосом у рабочих муравьёв равен 2n=18 (также обнаружены тетраплоиды 4n=36).

## Таксономия и этимология
Вид был впервые описан в 1985 году американскими мирмекологами Эдвардом Уилсоном и Уильямом Брауном по типовым материалам из Сингапура. Название heliscata происходит от латинизированного греческого слова helos — гвоздь или шип, и подразумевает «мини-шипы» в связи с особой волосистостью нового вида.

## Распространение
Встречаются в Юго-Восточной Азии.